# Fluminicola dalli
Fluminicola dalli är en snäckart som först beskrevs av Call 1884.  Fluminicola dalli ingår i släktet Fluminicola och familjen tusensnäckor. IUCN kategoriserar arten globalt som otillräckligt studerad. Inga underarter finns listade i Catalogue of Life.